# Дрофине
Дро́фине (до 1948 року Малий Месі́т і Великий Месі́т; крим. Mesit) — село Білогірського району Автономної Республіки Крим. Є центром Дрофинської сільської ради.

## Опис
Відстань від райцентру до населеного пункта становить 25 кілометрів по прямій. Розташоване за 25 км на південь від залізничної станції Нижньогірська. Висота центру села над рівнем моря — 62 м.
За даними сільради на 2009 рік село займало площу 91,7 га на якій у 325 дворах проживало 915 осіб.
Нині у селі діють православна церква та мечеть у пристосованій будівлі.

## Історія
За Статистичним довідником Таврійської губернії. Ч.ІІ-я. Статистичний нарис, випуск шостий Сімферопольський повіт, 1915 рік, на німецькому хуторі Маттіса А. А. Китай Табулдинської волості Сімферопольського повіту юув 1 двір з населенням у кількості 15 осіб приписних жителів та 21 — «сторонніх», з яких 26 чоловіків і 10 жінок. При хуторі було 350 десятин зручної землі, 20 коней, 24 воли, 11 корів та 12 голів дрібної худоби.
18 травня 1948 року Указом Президії Верховної Ради РРФСР Малий Матіс та Великий Матіс об'єднали та перейменували на Дрофіне.